# El inmoralista
El inmoralista es un relato del escritor francés André Gide. Se publicó en 1902. Gide concibió esta obra como apéndice de otro relato, La puerta estrecha, que redactó simultáneamente.
La obra fue un fracaso y Gide, descorazonado, pensó dejar la literatura. 

## Resumen
Un personaje nos relata una larga confidencia llevada a cabo por Michel, "el inmoralista", ante algunos amigos. Erudito y poco dado a los placeres carnales, en otro tiempo se casó sin estar realmente enamorado de Marceline, una mujer que lo ama y que siente hacia él la mayor de las devociones.
En el curso de su viaje de novios, en el norte de África, cae gravemente enfermo y tiene que luchar contra la muerte en Biskra (Argelia). La contemplación de los jóvenes llenos de salud le devuelve el amor por la vida y pone todo su empeño en sanar. Pronto el convaleciente se recupera por completo y dedica atenciones a su cuerpo y al mundo presente y sensual que lo rodea.
En un primer tiempo, en parte como reconocimiento por los cuidados que le prodigó, Michel rodea a Marceline con todo su afecto y la pareja se desplaza a Italia con un amor perfecto. Luego, a su regreso a Francia alternan la vida en Normandía y París, en donde Michel gana una cátedra en el Collège de France. Allí conocerá a Menalque, cuya filosofía, cercana a la que él ha desarrollado, le exalta a la vez que le irrita.
Marceline, embarazada, sufre un aborto y queda maltrecha. En vez de dejarle tiempo para que se recupere en Suiza, lugar en el que residen, Michel la arrastra en una fuga hacia adelante que les vuelve a llevar a Biskra, antes de un último viaje hacia Touggourt. Allí Marceline muere agotada, abandonada y amargada. Michel desarrolla allí una vida sin fundamento antes de pedir a sus amigos que le saquen de allí.
- Datos: Q174626